# Puschwitz

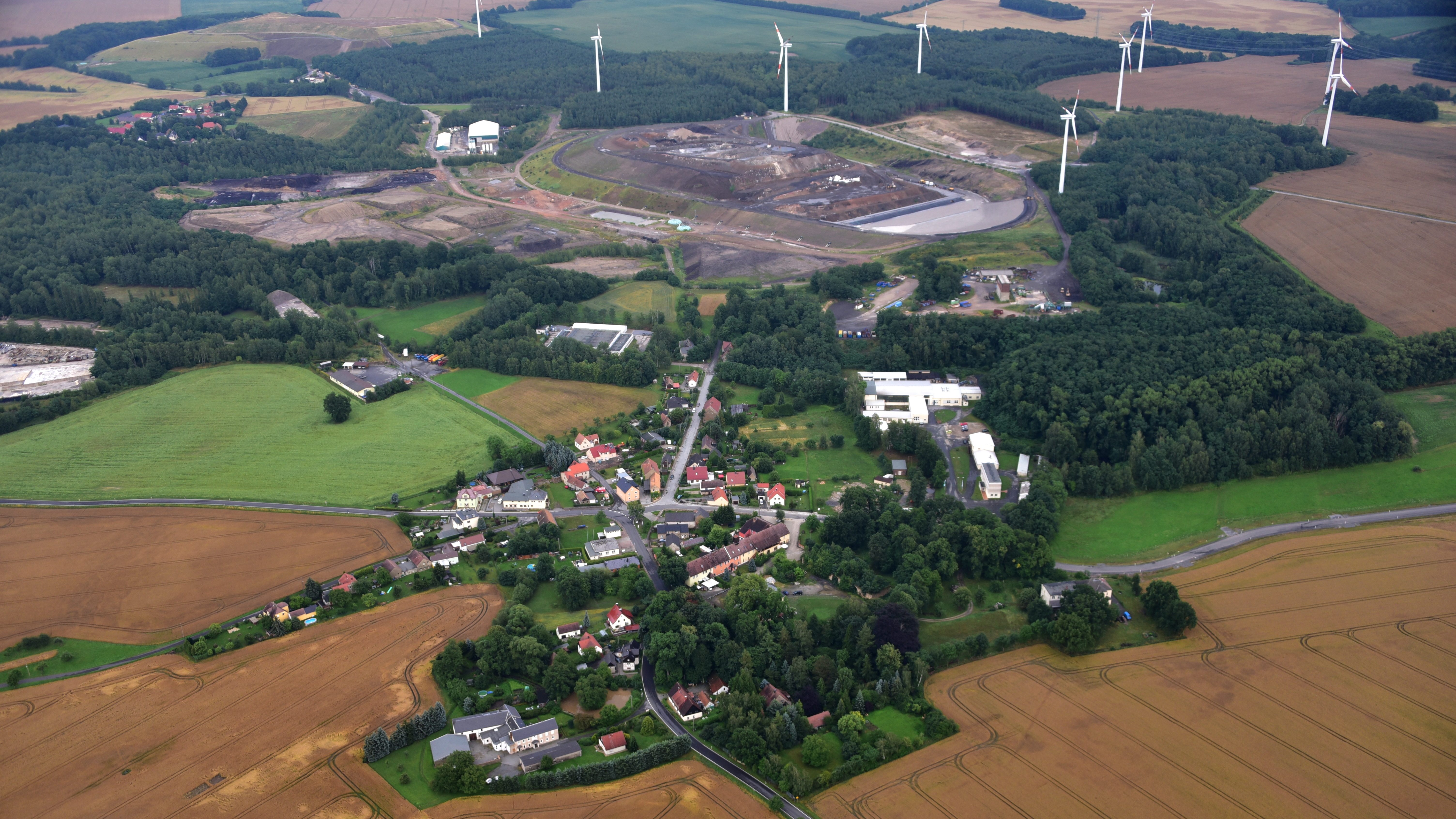
Puschwitz, Luftaufnahme (2017)

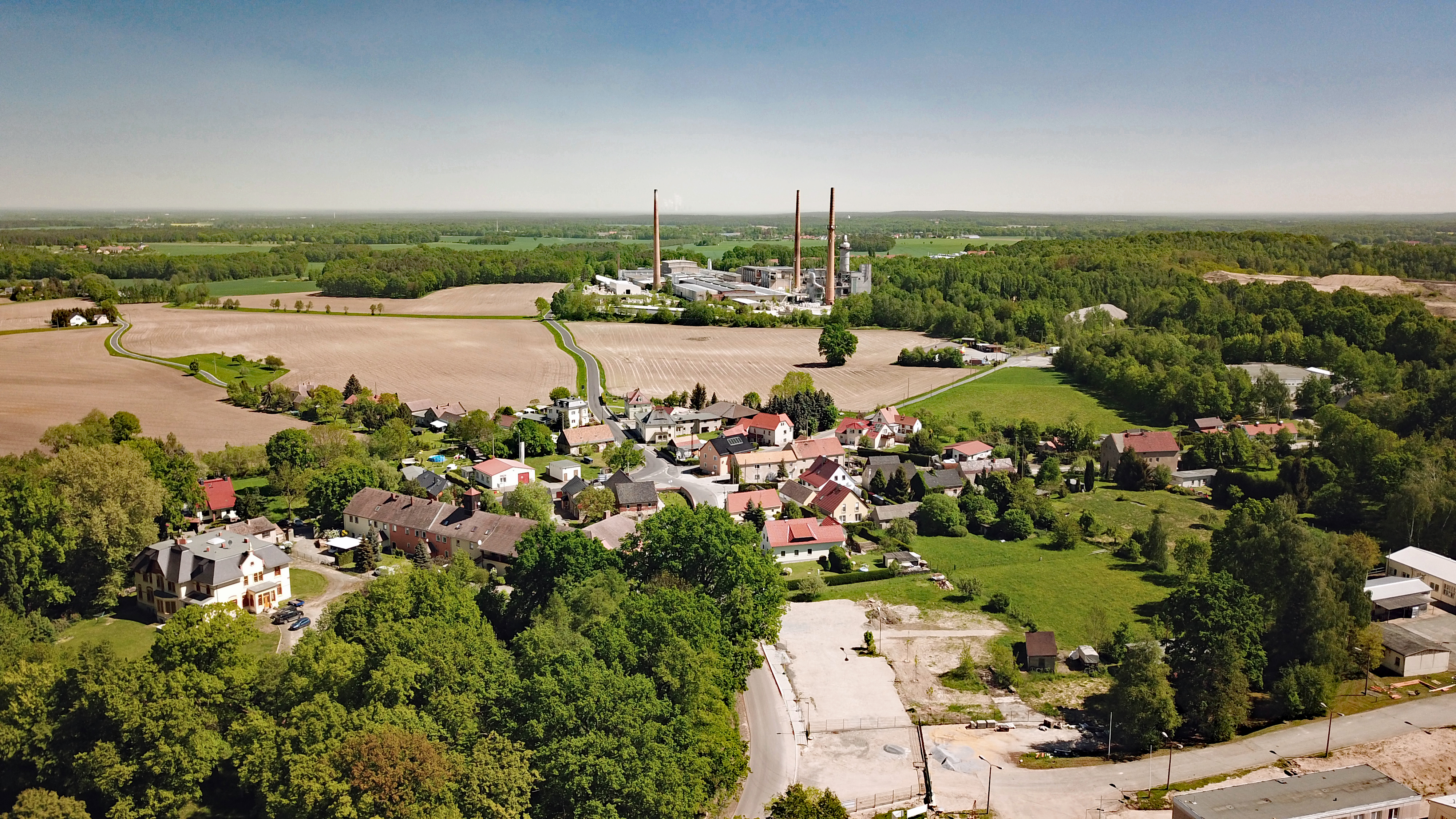
Luftbild

Puschwitz, obersorbisch Bóšicyⓘ, ist eine Gemeinde etwa zwölf Kilometer nordwestlich von Bautzen in der sächsischen Oberlausitz. Sie gehört zur Verwaltungsgemeinschaft Neschwitz und zum sorbischen Siedlungsgebiet in Sachsen. Ein großer Teil der Bevölkerung, vor allem in den Ortsteilen Jeßnitz, Guhra und Lauske, spricht Sorbisch als Muttersprache.
Nach seiner Einwohnerzahl ist Puschwitz die fünftkleinste Gemeinde Sachsens.

## Geografie und Verkehr
Puschwitz liegt im Zentrum des Landkreises Bautzen. Südlich der Gemeinde verläuft die A 4. Diese ist über den Anschluss Salzenforst (rund acht Kilometer) zu erreichen. Östlich der Gemeinde verläuft die B 96.

### Gemeindegliederung
Die Gemeinde Puschwitz besteht aus folgenden Ortsteilen (sorbische Namen in Klammern):
- Guhra (Hora), 74 Einwohner
- Jeßnitz (Jaseńca), 149 Einwohner
- Lauske (Łusč), 99 Einwohner
- Neu-Jeßnitz (Nowa Jaseńca), 41 Einwohner
- Neu-Lauske (Nowy Łusč), 34 Einwohner
- Neu-Puschwitz (Nowe Bóšicy), 49 Einwohner
- Puschwitz (Bóšicy), 103 Einwohner
- Wetro (Wětrow), 221 Einwohner[2]

## Geschichte
Puschwitz wurde erstmals 1245 als Herrensitz des Balduwinus de Bisziz („Balduin von Puschwitz“) erwähnt. Seit dem 16. Jahrhundert ist es nach Neschwitz gepfarrt; der Ort selbst ist überwiegend evangelisch-lutherisch. Im Jahre 1708 wurde das Puschwitzer Gut erstmals als Beigut aus vier Bauerngütern erwähnt. Ab 1780 ließ der Gutsbesitzer – Georg Stiller – die Siedlung Neupuschwitz nördlich des eigentlichen Ortes aufbauen. Seit 1817 wurde in der Puschwitzer Umgebung durch Bauern und auf Betreiben der Rittergüter Puschwitz und Guhra in kleinem Rahmen Braunkohle gefördert. Davon zeugen bis heute die Halden nahe dem Ort. Vor 1894 erwarb der kgl. sächs. Hauptmann Kurt von Weber (1857–1907), verheiratet mit Alice de Liagre (1866–1950), Tochter des 1907 geadelten Geheimen Kämmerers des Papstes Albert de Liagre (1833–1908) und der Anna Samson (1840–1912), das Gut in Puschwitz.
1895 eröffnete man eine Schule in Puschwitz, die nach dem Zweiten Weltkrieg zunächst Teilschule der POS Neschwitz und später geschlossen wurde. Mit dem Ausbau des Ortes Wetro und seiner Siedlung in den 1950er und 1960er Jahren erhielt die Gemeinde 1955 auch ein erstes Kulturhaus.
Bei der Gemeindereform 1936 wurden die umliegenden Dörfer Guhra, Jeßnitz, Lauske und Wetro eingemeindet. Seither hat es keine größeren Gebietsveränderungen mehr gegeben.

## Bevölkerung
Für seine Statistik über die sorbische Bevölkerung in der Oberlausitz ermittelte Arnošt Muka in den achtziger Jahren des 19. Jahrhunderts eine Bevölkerungszahl von 244 Einwohnern; davon waren 204 Sorben (84 %) und 40 Deutsche. Gegen Ende des 19. und in der ersten Hälfte des 20. Jahrhunderts stieg die Bevölkerungszahl aufgrund der industriellen Entwicklung in Puschwitz und Wetro stark an; nach 1945 wurde vor allem Wetro stark ausgebaut. Das wirkte sich auch auf die sprachlichen Verhältnisse aus. So zählte Ernst Tschernik 1956 in der Gemeinde Puschwitz einen sorbischsprachigen Bevölkerungsanteil von nur noch 61,8 %. Vor allem in den industrienahen Ortsteilen Wetro und Puschwitz war der Sprachwechsel zum Deutschen bereits weit vorangeschritten.
Die Bevölkerungszahl der Gemeinde ist in den letzten 50 Jahren um 40 % gesunken. Das liegt neben dem allgemeinen Rückgang der Geburtenrate vor allem am Niedergang der Großbetriebe wie z. B. des Braunkohlenwerks Puschwitz und der Feuerfestwerke Wetro und dem damit verbundenen starken Rückgang im einwohnerstärksten Ortsteil Wetro.
Laut der Volkszählung von 2011 waren zu diesem Zeitpunkt von 887 Einwohnern 432 römisch-katholisch (48,7 %), 150 evangelisch (16,9 %) und 305 gehörten einer anderen oder keiner Religionsgemeinschaft an (34,4 %). 2022 lag der Anteil der katholischen Bevölkerung bei 47 %, jener der evangelischen bei 13,6 % und der Sonstige bei 39,8 %.

## Wirtschaft

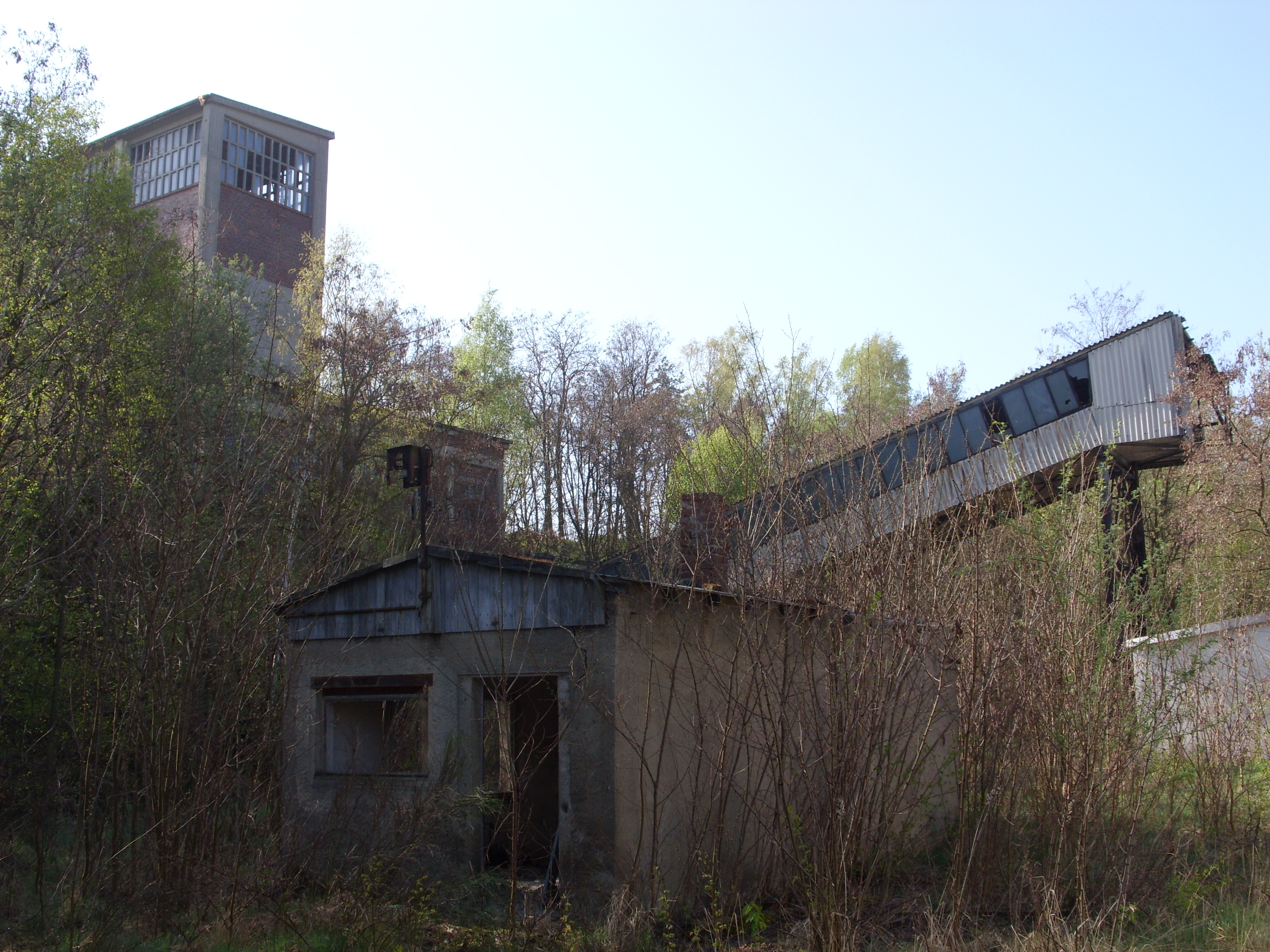
Überreste des Braunkohlenwerkes Puschwitz

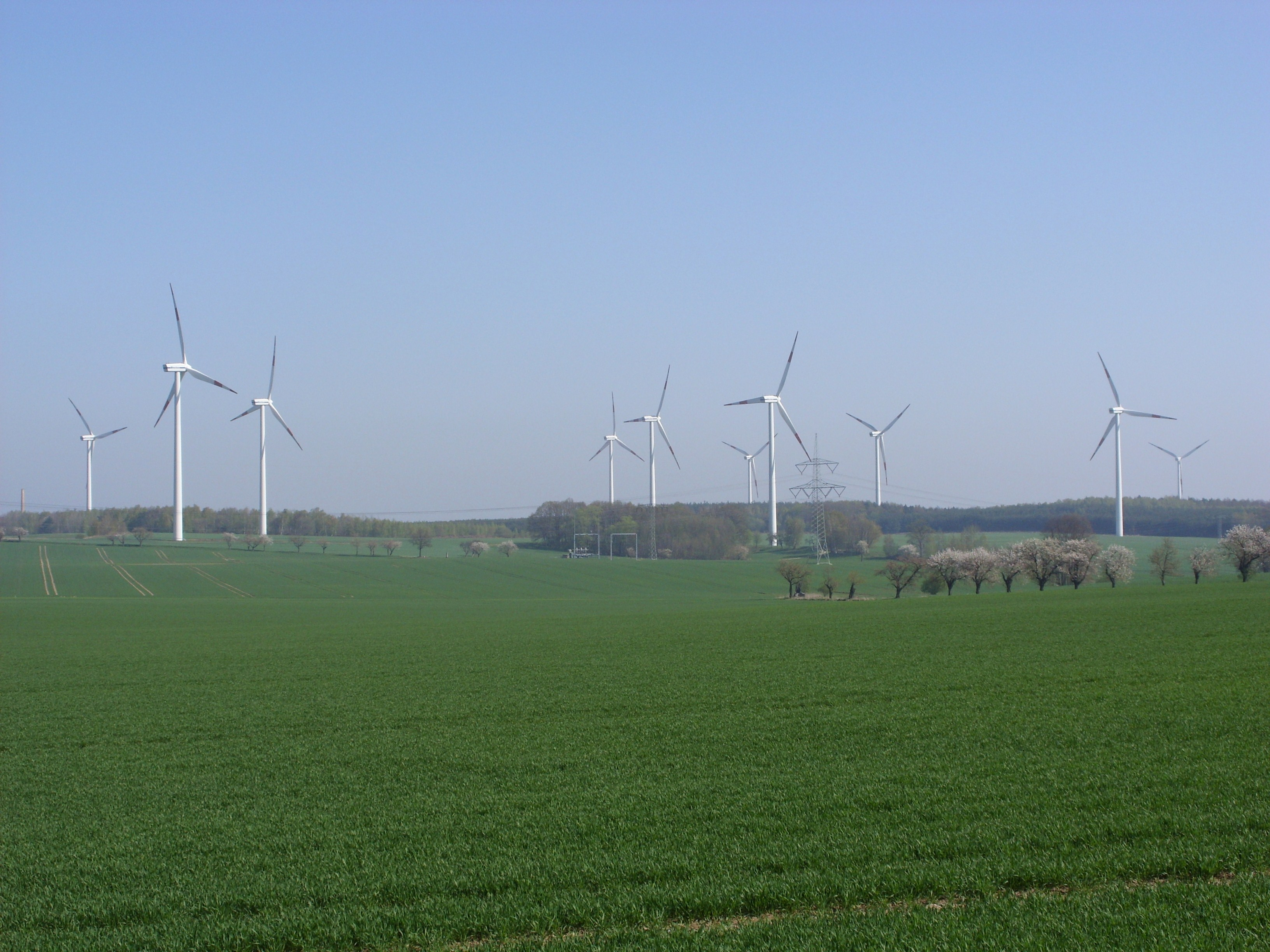
Der Windpark bei Guhra

In Puschwitz ist die 1729 gegründete Töpferei Barchmann ansässig. Zudem wurde auf dem Gemeindegebiet seit dem 19. Jahrhundert Braunkohle gefördert. 
Mit der Gründung des Schamottewerkes Wetro 1898 begann der industrielle Aufbau. Nach dem Zweiten Weltkrieg nahm der VEB Braunkohlenwerk Puschwitz die Braunkohleförderung wieder auf. Der Kohleabbau wurde jedoch bereits in den 1960er Jahren wieder eingestellt. Ebenfalls nach 1945 entstand aus dem Schamottewerk der VEB Feuerfestwerke Wetro. Zu Beginn der 1960er Jahre erfolgte der Bau des großen Werkes an der Straße nach Neschwitz, dessen Schornsteine weithin sichtbar sind. Zwischenzeitlich hatte der Betrieb 2100 Mitarbeiter, davon etwa 700 in der Gemeinde Puschwitz. Gleichzeitig wurde auf dem Gelände des ehemaligen Braunkohlewerkes ein kunststoffverarbeitender Betrieb, ein Betriebsteil des VEB Plastelektronik und Spezialwiderstände Dresden (zuletzt Teil des Kombinat VEB Elektronische Bauelemente Teltow), eingerichtet. Dort arbeiteten etwa 300 Werktätige. Nach der Wiedervereinigung 1990 wurden die meisten Arbeitsplätze in der Gemeinde abgebaut. Die Halden werden nun als Deponie genutzt. Auf dem Windmühlenberg bei Guhra wurde ein Windpark mit zehn Windkraftanlagen errichtet.

## Politik

### Bürgermeister
Bei den Bürgermeisterwahlen am 27. Januar 2008 wurde Stanislaus Ritscher (Stanij Ryćer) aus Jeßnitz, der nach dem Tod des bisherigen Bürgermeisters Frithjof Kallenbach auf der Deponie Wetro als Amtsverweser fungierte, mit 97 Prozent der abgegebenen Stimmen zum neuen Bürgermeister gewählt. Am 23. November 2014 wurde er mit 58 Prozent der Stimmen für weitere sieben Jahre im Amt bestätigt; ebenso, diesmal ohne Gegenkandidaten, 2022 (93 %).
| Wahl | Bürgermeister       | Vorschlag          | Wahlergebnis (in %) |
| ---- | ------------------- | ------------------ | ------------------- |
| 2022 | Stanislaus Ritscher | Ritscher           | 92,5                |
| 2014 | Stanislaus Ritscher | Handwerk Puschwitz | 57,6                |
| 2008 | Stanislaus Ritscher | Handwerk Puschwitz | 93,0                |
| 2001 | Frithjof Kallenbach | Handwerk Puschwitz | 95,6                |

### Gemeinderat
- HWP: 7
- LWP: 3

Der Gemeinderat von Puschwitz besteht momentan aus zehn Mitgliedern. Die Gemeinderatswahl am 9. Juni 2024 ergab folgende Stimm- bzw. Sitzverteilung:
| Parteien und Wählergemeinschaften      | 2024   | 2024   | 2019   | 2019   | 2014   | 2014   | 2009   | 2009   |
| Parteien und Wählergemeinschaften      | %      | Sitze  | %      | Sitze  | %      | Sitze  | %      | Sitze  |
| -------------------------------------- | ------ | ------ | ------ | ------ | ------ | ------ | ------ | ------ |
| Handwerk Puschwitz (HWP)               | 70,0   | 7      | 51,7   | 5      | 59,9   | 6      | 43,8   | 4      |
| Lausitzer Wählerverein Puschwitz (LWP) | 26,1   | 3      | 48,3   | 5      | 40,1   | 4      | 35,1   | 4      |
| Grüne                                  | 3,9    | –      | –      | –      | –      | –      | –      | –      |
| gesamt                                 | 100,0  | 10     | 100,0  | 10     | 100,0  | 10     | 100,0  | 9      |
| Wahlbeteiligung                        | 74,0 % | 74,0 % | 66,6 % | 66,6 % | 52,2 % | 52,2 % | 46,7 % | 46,7 % |

## Sehenswürdigkeiten

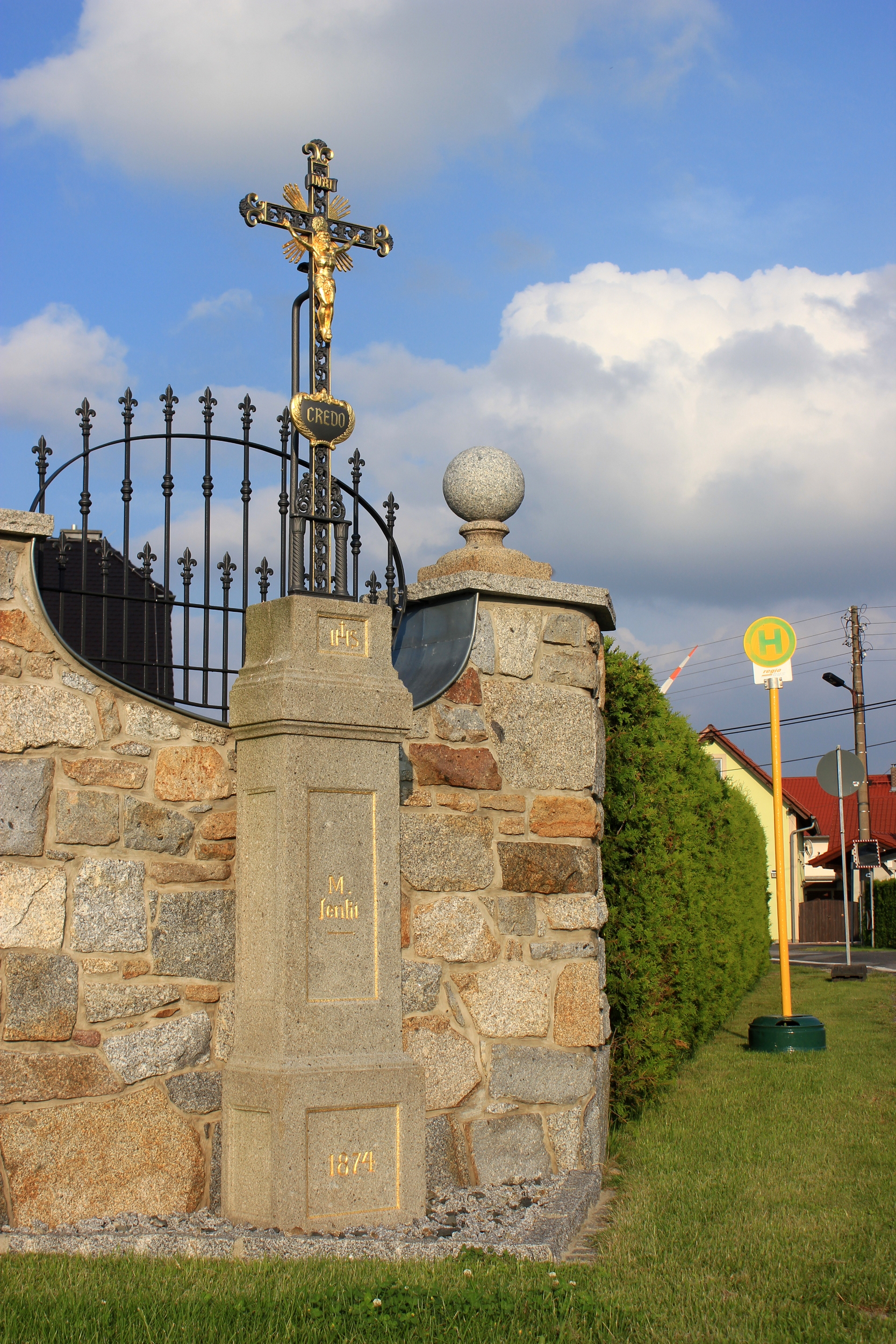
Denkmalgeschütztes Wegekreuz in Guhra

Die Kulturdenkmale sind in der Liste der Kulturdenkmale in Puschwitz aufgeführt, dazu gehören unter anderem regionaltypische Betkreuze und Wegesteine.

### Naturschutz
- Siehe auch: Liste der Naturdenkmale in Puschwitz

## Persönlichkeiten
- Paul Erich Krawc (auch Paul Erich Schneider; 1907–1995), sorbischer Pädagoge und Heimatforscher
- Benedicta Waurick (* 1938), Zisterzienserin, Äbtissin des Klosters St. Marienstern 1986–2011

## Bildung
In der Gemeinde Puschwitz gibt es heutzutage keine Bildungseinrichtungen mehr. Die nächsten Oberschulen befinden sich in Königswartha, Radibor oder Ralbitz.